# Кувейтские нефтяные пожары
Кувейтские нефтяные пожары — пожары, возникшие в ходе боевых действий во время войны в Персидском заливе. Пожары были вызваны иракскими войсками, оккупировавшими страну, и являлись ответом на бомбардировки авиацией коалиционных сил территории Ирака, а позже практика поджогов использовалась в качестве тактики выжженной земли при отходе войск из Кувейта.

## История

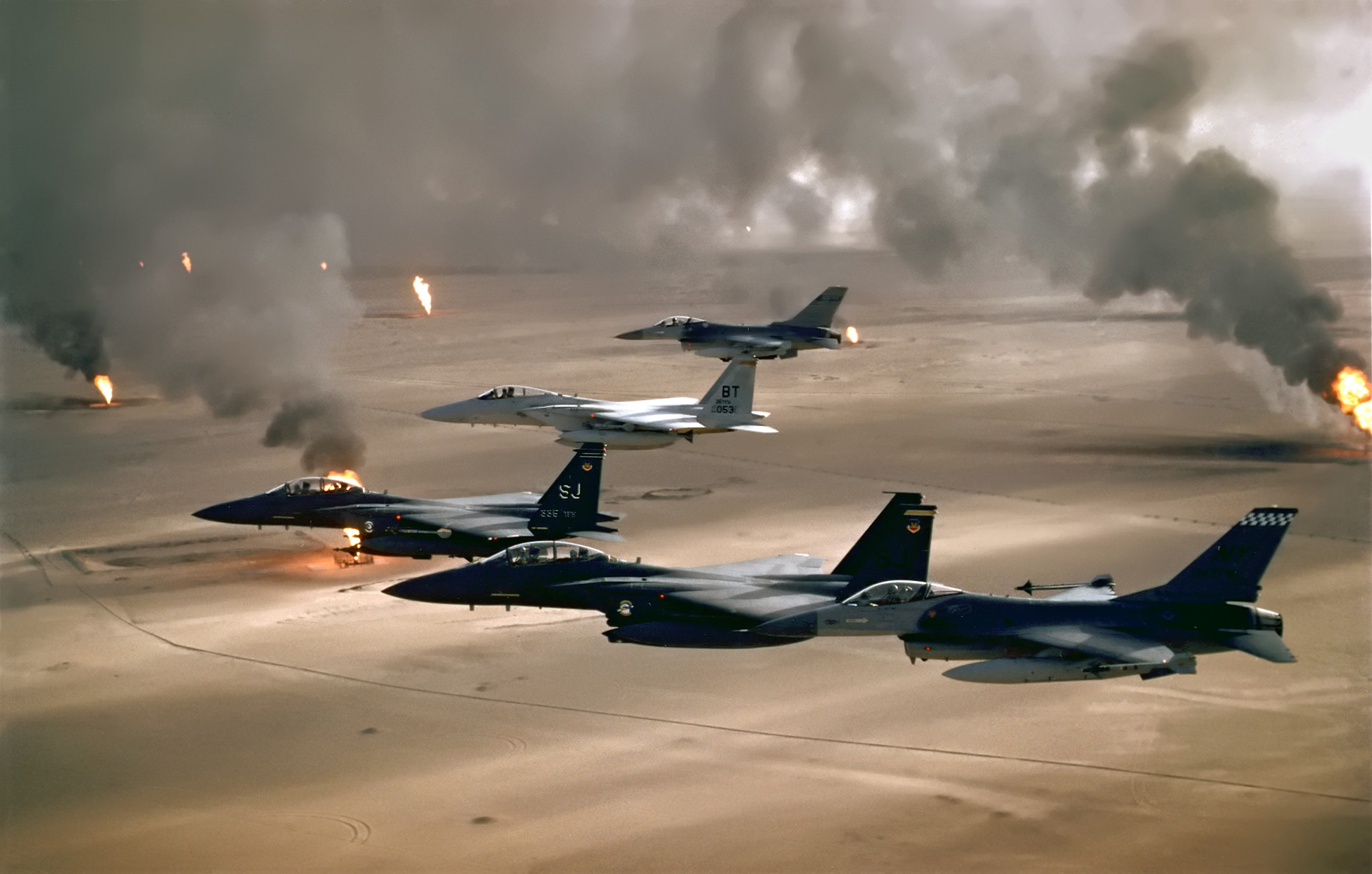
Самолеты ВВС США пролетают над горящими скважинами

2 августа 1990 г. в 2 часа ночи иракская авиация нанесла удары по военным и гражданским объектам эмирата Кувейта. 4 августа кувейтские войска были разгромлены, территория страны оказалась под контролем иракских вооруженных сил. Иракские военные инженеры сразу после вторжения начали минировать объекты нефтяной промышленности Кувейта и разрабатывать планы её ликвидации. 19 января 1991 г., в ответ на налет ВВС коалиционных сил, были открыты задвижки нефтяного терминала в порту Ахмади и огромное количество нефти попало в Персидский залив. Начались поджоги нефтяных скважин, иракская артиллерия вела огонь по нефтяным резервуарам в районе Аль-Джафра, а с 21 января солдаты стали поджигать нефтеперерабатывающие центры в портах Шуэйба и Порт-Абдалла. К концу февраля 1991 г., когда вывод войск Ирака стал вопросом времени, иракцы взрывали по сто нефтяных скважин в день.

## Последствия
Ущерб был нанесен от 800 до 1000 скважин Кувейта, из которых 727 горели, а оставшиеся фонтанировали. В тушении пожаров принимало участие свыше десяти тысяч человек из 28 стран. Но, несмотря на то, что они имели современную технику, лишь через 258 дней им удалось потушить последний пожар. Оставшиеся на время оккупации в стране кувейтцы подверглись воздействию огромного количества вредных химических веществ.